# Wargi sromowe
Wargi sromowe (łac. labia pudendi) – parzyste fałdy skórne otaczające szparę sromową (wargi sromowe większe) oraz przedsionek pochwy (wargi sromowe mniejsze).

## Wargi sromowe większe

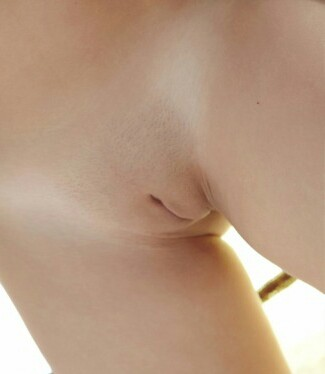
Wargi sromowe większe (z wygolonym owłosieniem łonowym).

Wargi sromowe większe (łac. labia pudendi majora), czasem nazywane wargami zewnętrznymi, to składające się głównie ze skóry i tkanki tłuszczowej dwa duże parzyste fałdy, które rozciągają się po obu stronach sromu. Wargi sromowe większe często mają pulchny wygląd i są grubsze w kierunku przednim. Z przodu łączą się, bezpośrednio wrastając we wzgórek łonowy, tworząc tzw. spoidło warg przednie (łac. commisura labiorum anterior), pod którym położona jest łechtaczka. Z tyłu, wolnymi końcami stykają się w miejscu zwanym spoidłem tylnym (łac. commisura labiorum posterior). Zewnętrzna powierzchnia warg sromowych większych to skóra pigmentowana, a w okresie dojrzewania pojawia się na niej owłosienie łonowe. Wewnętrzna powierzchnia warg sromowych większych jest gładką, bezwłosą skórą, która przypomina błonę śluzową i jest widoczna tylko po ich rozchyleniu. Wargi sromowe większe rozwojowo odpowiadają mosznie u mężczyzn.

## Wargi sromowe mniejsze
Wargi sromowe mniejsze (łac. labia pudendi minora), zwane również wargami wewnętrznymi, to dwa miękkie fałdy beztłuszczowej, bezwłosej skóry, pozbawionej gruczołów potowych. Znajdują się między wargami sromowymi większymi. Otaczają i chronią przedsionek sromu, cewkę moczową i pochwę. Górna część każdej wargi mniejszej zwęża się, aby połączyć się z kapturem łechtaczki. Wargi sromowe mniejsze mają wiele zakończeń nerwów czuciowych i rdzeń z tkanki erekcyjnej. W pozycji stojącej lub ze złączonymi nogami wargi sromowe większe zwykle całkowicie zakrywają wilgotne, wrażliwe wargi mniejsze, co pośrednio chroni pochwę i cewkę moczową.

Wargi sromowe mniejsze
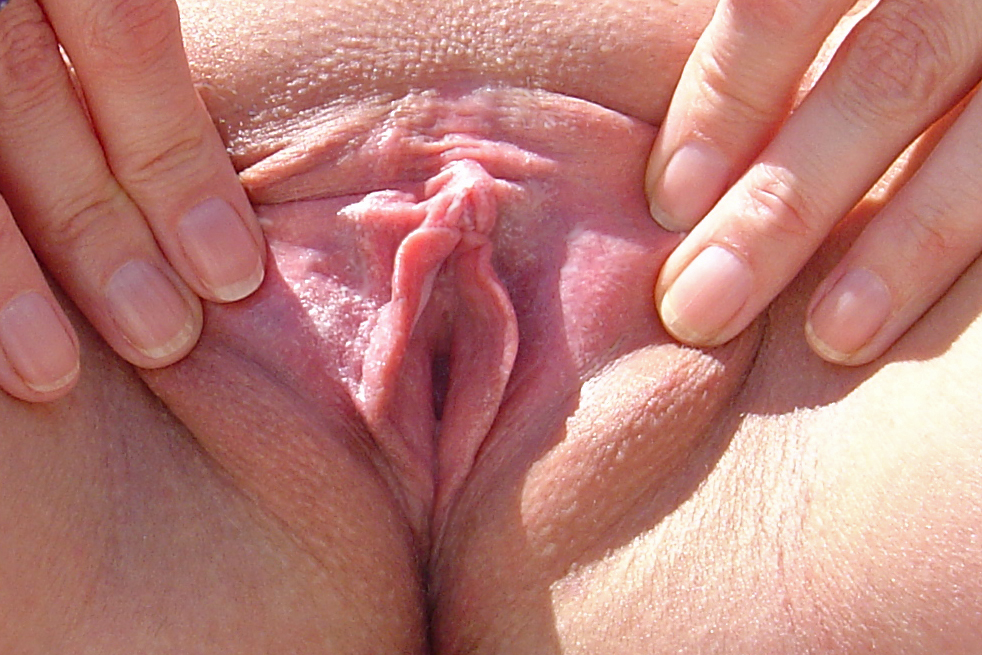
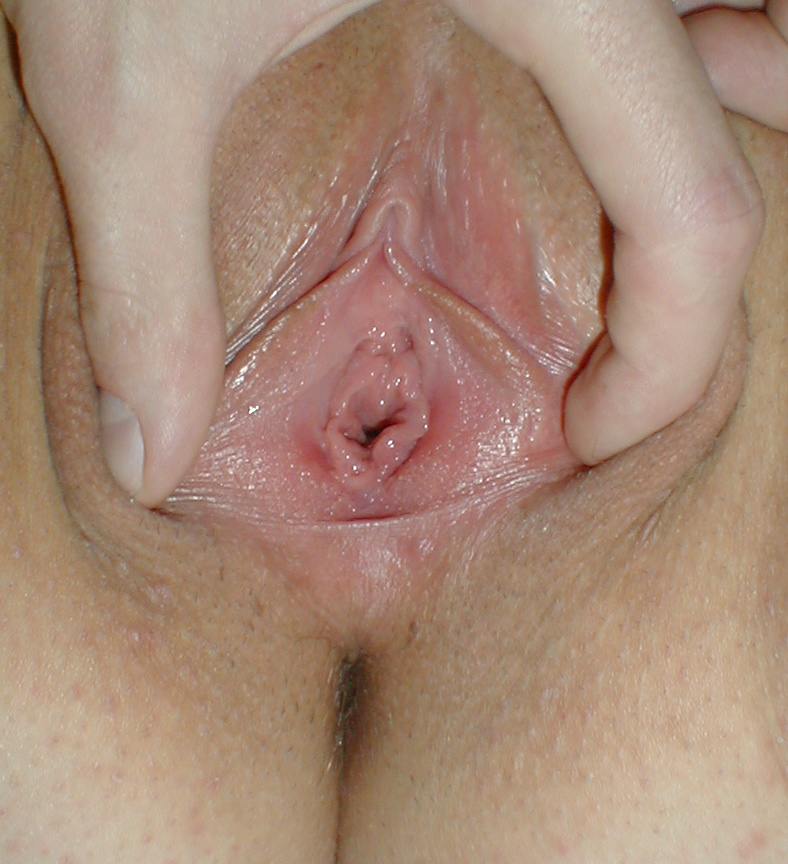